# Odynerus histrionimimus
Odynerus histrionimimus är en stekelart som beskrevs av Joseph Charles Bequaert.
Odynerus histrionimimus ingår i släktet lergetingar och familjen Eumenidae. Utöver nominatformen finns också underarten Odynerus histrionimimus caudalis.